# Glodeni (Dâmbovița)
Pour les articles homonymes, voir Glodeni.
Glodeni est une commune du județ de Dâmbovița en Roumanie.